# Aleh Dubicki
Aleh Dubicki (biał. Алег Дубіцкі; ur. 19 października 1990) – białoruski lekkoatleta specjalizujący się w rzucie młotem.
W 2007 roku na mistrzostwach świata juniorów młodszych w Ostrawie zajął ósme miejsce. Rok później zdobył brązowy medal juniorskich mistrzostw globu. Na piątej pozycji zakończył start w czempionacie Europy juniorów w 2009. Reprezentant Białorusi w meczach międzypaństwowych. 
Rekord życiowy: młot seniorski – 76,67 (27 maja 2015, Brześć); młot juniorski o wadze 6 kg. – 77,60 (6 czerwca 2009, Mińsk).

## Osiągnięcia
| Rok  | Impreza                                 | Miejsce    | Lokata     | Wynik |
| ---- | --------------------------------------- | ---------- | ---------- | ----- |
| 2007 | Mistrzostwa świata juniorów młodszych   | Ostrawa    | 8. miejsce | 71,83 |
| 2008 | Mistrzostwa świata juniorów             | Bydgoszcz  | 3. miejsce | 75,42 |
| 2009 | Mistrzostwa Europy juniorów             | Nowy Sad   | 5. miejsce | 74,47 |
| 2011 | Młodzieżowe mistrzostwa Europy          | Ostrawa    | 3. miejsce | 72,52 |
| 2015 | Superliga drużynowych mistrzostw Europy | Czeboksary | 6. miejsce | 72,83 |
| 2016 | Puchar Europy w rzutach                 | Arad       | 7. miejsce | 71,00 |